# Napoli... la camorra sfida, la città risponde
Napoli... la camorra sfida, la città risponde è un film del 1979 diretto da Alfonso Brescia.

## Trama
Napoli. La compagnia assicuratrice "La Proteggici", diretta dal boss Alberto Rampone, si serve di una banda di camorristi capeggiati dal siciliano Vito Santoro per minacciare commercianti e liberi professionisti della città al fine di convincerli a sottoscrivere polizze, ma che in realtà è una copertura di pagamenti per il racket delle estorsioni. Un giorno i malviventi si recano al cantiere di Francesco Gargiulo, un ex scaricatore di porto diventato proprietario del cantiere navale grazie ai suoi immensi sacrifici, il quale oppone un secco rifiuto alle loro richieste. Durante la festa di fidanzamento del figlio Marco, il cantiere viene dato alle fiamme. L'incendio è di matrice dolosa e Francesco sospetta subito di Santoro e dei suoi, ma rivela agli inquirenti di non aver ricevuto telefonate strane o minacce nei giorni precedenti. Poco dopo, gli uomini della "Proteggici" passano nuovamente alle vie di fatto aggredendo fisicamente Gargiulo, che tuttavia resiste anche in quest'occasione costringendo i camorristi alla ritirata. Sollecitata da Rampone, pretenzioso di una resa incondizionata dei più irriducibili, la banda di Santoro aggredisce brutalmente Marco e violenta la sua fidanzata Maria. Per evitare altri guai, Francesco è costretto a cedere e accetta la sottoscrizione della polizza.
Quando però Santoro e il suo socio compiono quotidianamente il giro di riscossione del pizzo presso gli assicurati, non si accorgono di essere pedinati e fotografati proprio da Marco nel momento in cui percepiscono i soldi dai vari commercianti. Tra questi Vittorio, proprietario di un negozio di abbigliamento, e il barese Tony, gestore insieme al padre di una tavola calda nella quale i malviventi hanno fatto esplodere una bomba nella loro toilette. Le foto scattate dal ragazzo sono più che sufficienti per far spiccare un mandato di cattura nei confronti dei camorristi, ma durante il confronto all'americana le vittime, Francesco compreso, negano spudoratamente di essere state minacciate dai sospetti. A quel punto il Capo della Mobile, il Commissario De Stefani, chiede a Marco di mostrare le sue fotografie e il giovane, dinanzi all'attonito padre, decide di denunciare la banda di Santoro, seguito a ruota da tutti gli altri commercianti, finalmente decisi a rompere il muro d'omertà.
Per far uscire di prigione Santoro e i suoi l'unico modo è quello di forzare i commercianti a ritirare la denuncia, e a tale scopo Rampone, decide di assoldare François, un suo scagnozzo, per agire con la forza contro i commercianti, i quali vengono aggrediti. Stessa cosa anche per Perez, amico di De Stefani e giornalista de Il Mattino particolarmente impegnato nel caso e infine François e i suoi scagnozzi raggiungono Marco a Roma, dove si era rifugiato a casa del fratello del padre, iniettandogli una dose di droga talmente pesante da ridurlo alla pazzia e farlo internare in un ospedale psichiatrico. Dopo il ritiro della denuncia, Santoro, il suo braccio destro Salvatore e tutti gli altri vengono liberati.
Gargiulo è deciso più che mai a vendicare il figlio, ed è d'accordo con gli altri imprenditori circa l'idea di uccidere i camorristi. Ottenuto un arsenale da guerra grazie a un grossista di frutta prelevato presso il mercato ortofrutticolo di Aversa, i commercianti intercettano Santoro, Rampone e l'intera banda mentre festeggiano in una trattoria in collina. Ne origina un violento conflitto a fuoco durante il quale il clan viene completamente sterminato tra cui François, resistono solo Santoro, il suo sgherro Salvatore e Rampone, inseguiti da Francesco e Vittorio nei sotterranei del locale lungo un cunicolo che li porta fino all'Ossario delle Fontanelle. Vittorio finisce a colpi di fucile Rampone e Salvatore, a Francesco spetta il compito di consumare la sua rivalsa nei confronti di Santoro, pugnalandolo all'addome con un enorme crocifisso prima di darsi alla fuga. In precedenza ha tuttavia perso il suo accendino con carillon incorporato, regalo giovanile della moglie.
Il giorno dopo, sul luogo del delitto Perez e De Stefani ritrovano quell'accendino. Il commissario finge di non ricordare affatto di esserselo fatto mostrare dallo stesso Gargiulo durante il confronto all'americana, e lo getta via dinanzi allo sguardo taciturno del giornalista.

## Produzione
La trama del film in principio era diversa: dopo 3 settimane di riprese Ciro Ippolito, sceneggiatore del film, decise, vedendo la cronaca del momento, di riscrivere completamente la sceneggiatura, che fu girata in una settimana. La precedente trama girata non è mai stata montata ma è rimasta conservata.

## Canzoni
- Paraviso e fuoco eterno